# Прилуцкий, Николай Степанович
Никола́й Степа́нович Прилу́цкий (26 января 1909, Данков, Российская империя — 25 июля 1990, Москва, СССР) — советский звукооператор. Член Союза кинематографистов СССР.

## Биография
Родился 26 января 1909 года в Данкове.
Получив средне-специальное образование, работал звукорежиссёром на Центральной студии документальных фильмов (1934—1937), на «Мосфильме» (1937—1939).
С 1939 года — на киностудии «Союзмультфильм». Стоял у истоков создания кинопроизводства на «Союзмультфильме» (звукоцех). В период развития звукового кино разрабатывал его технологии применительно к мультипликационным фильмам. В 1939 по 1944 годах дублировал игровые и документальные фильмы на «Союзмультфильме», а с 1944 по 1964 годах работал звукооператором мультипликационных рисованных фильмов.
В качестве звукооператора сделал более 100 мультипликационных рисованных фильмов, вошедших в «золотой фонд» отечественной мультипликации. Работал практически на всех фильмах режиссёров «старшего поколения» Ивана Иванова-Вано, Льва Атаманова, Владимира Полковникова, Валентины Брумберг и Зинаиды Брумберг, Ламиса Бредиса и других.
С 1964 по 1974 годах вновь работает на «Мосфильме», занимается дубляжом советских (снятых на языках народов СССР) и иностранных фильмов.
В 1974 году вышел на пенсию.
Умер 25 июля 1990 года в Москве.

## Фильмография

### Звукооператор
| - 1944 «Синдбад-мореход» - 1944 «Синица» - 1945 «Пропавшая грамота» - 1947 «Весёлый огород» - 1948 «Охотничье ружьё» - 1948 «Сказка о солдате» - 1948 «Слон и муравей» - 1948 «Федя Зайцев» - 1948 «Чемпион» - 1948 «Первый урок» - 1949 «Гуси-лебеди» - 1949 «Кукушка и скворец» - 1949 «Машенькин концерт» - 1949 «Мистер Уолк» - 1949 «Полкан и Шавка» - 1949 «Часовые полей» - 1949 «Чудесный колокольчик» - 1949 «Чужой голос» - 1949 «Скорая помощь» - 1950 «Волшебный клад» - 1950 «Девочка в цирке» - 1950 «Дедушка и внучек» - 1950 «Жёлтый аист» - 1950 «Когда зажигаются ёлки» - 1950 «Крепыш» - 1950 «Лиса-строитель» - 1950 «Сказка о рыбаке и рыбке» - 1951 «Высокая горка» - 1951 «Лесные путешественники» - 1951 «Ночь перед Рождеством» - 1951 «Сердце храбреца» - 1951 «Сказка о мёртвой царевне и семи богатырях» - 1952 «Валидуб» - 1952 «Каштанка» - 1952 «Снегурочка» - 1953 «Братья Лю» - 1953 «Волшебная птица» - 1953 «Волшебный магазин» - 1953 «Ворона и лисица, кукушка и петух» - 1953 «Крашеный лис» - 1953 «Лесной концерт» - 1953 «Непослушный котёнок» - 1953 «Полёт на Луну» - 1954 «В лесной чаще» - 1954 «Золотая антилопа» - 1954 «Мойдодыр» - 1954 «На лесной эстраде» - 1954 «Оранжевое горлышко» - 1954 «Подпись неразборчива» - 1954 «Стрела улетает в сказку» - 1955 «Заколдованный мальчик» - 1955 «Необыкновенный матч» - 1955 «Остров ошибок» - 1955 «Пёс и кот» - 1955 «Снеговик-почтовик» (Новогодняя сказка) - 1955 «Стёпа-моряк» - 1955 «Трубка и медведь» - 1955 «Храбрый заяц» - 1955 «Это что за птица?» - 1956 «Аист» - 1956 «В яранге горит огонь» - 1956 «Двенадцать месяцев» | - 1956 «Кораблик» - 1956 «Маленький Шего» - 1956 «Палка выручалка» - 1956 «Старые знакомые» - 1956 «Шакалёнок и верблюд» - 1957 «Верлиока» - 1957 «Воплощенная мечта» - 1957 «Знакомые картинки» - 1957 «Исполнение желаний» - 1957 «Наше солнце» - 1957 «Привет друзьям!» - 1957 «Снежная королева» - 1957 «Шестому всемирному» - 1957 «Храбрый оленёнок» - 1958 «Грибок-теремок» - 1958 «Золотые колосья» - 1958 «Кошкин дом» - 1958 «Мальчик из Неаполя» - 1958 «На перекрёстке» - 1958 «Первая скрипка» - 1958 «Тайна далёкого острова» - 1959 «Три дровосека» - 1959 «Скоро будет дождь» - 1959 «Ровно в 3:15» - 1959 «Похитители красок» - 1959 «День рождения» - 1960 «Железные друзья» - 1960 «Золотое пёрышко» - 1960 «Королевские зайцы» - 1960 «МУК (Мультипликационный Крокодил) № 3» - 1960 «Муха-Цокотуха» - 1960 «Непьющий воробей. Сказка для взрослых» - 1960 «Разные колёса» - 1960 «Старик перекати-поле» - 1960 «Человечка нарисовал я» - 1961 «Большие неприятности» - 1961 «Впервые на арене» - 1961 «Ключ» - 1961 «Козлёнок» - 1961 «Мультипликационный Крокодил № 4. На чистую воду» - 1961 «МУК (Мультипликационный Крокодил) № 5» - 1961 «Муравьишка хвастунишка» - 1961 «Семейная хроника» - 1961 «Стрекоза и муравей» - 1961 «Фунтик и огурцы» - 1962 «Две сказки» - 1962 «Живые цифры» - 1962 «Зелёный змий» - 1962 «Королева Зубная Щётка» - 1962 «Небесная история» - 1962 «Сказки про чужие краски» - 1963 «Акционеры» - 1963 «Бабушкин козлик. Сказка для взрослых» - 1963 «Вот так тигр!» - 1963 «Большой фитиль» (новелла «Миллионер») - 1963 «Тараканище» - 1963 «Три толстяка» - 1963 «Шутки» - 1964 «Светлячок № 5» - 1964 «Храбрый портняжка» |

### Звукооператор дубляжа
- «Новый Дон Жуан» (Франция, Италия, Испания, 1956)
- «Спартак» (США, 1960)
- «Парижские тайны» (Франция, Италия, 1962)
- «Триста спартанцев» (США, 1962)
- «Лисы Аляски» (ГДР, 1964)
- «Анжелика и король» (Франция, 1966)
- «Земля, море, огонь, небо» (Азербайджанфильм, 1967)
- «Маленький купальщик» (Франция, Италия, 1968)
- «Замороженный» (Франция, Италия, 1969)
- «Похождения красавца-драгуна» (ЧССР, 1970)
- «Потерянные миллионы» (Румыния, 1971)